# Élections législatives de 1962 dans la Loire-Atlantique
Les élections législatives françaises de 1962 se déroulent les 18 et 25 novembre 1962. Dans le département de la Loire-Atlantique, huit députés sont à élire dans le cadre de huit circonscriptions.

## Élus
| Circonscription | Député sortant             | Parti | Parti | Député élu ou réélu   | Parti | Parti   |
| --------------- | -------------------------- | ----- | ----- | --------------------- | ----- | ------- |
| 1re             | Henry Rey                  |       | UNR   | Henry Rey             |       | UNR-UDT |
| 2e              | Henry Orrion               |       | CNIP  | Albert Dassié         |       | UNR-UDT |
| 3e              | Henri Robichon             |       | CNIP  | Benoît Macquet        |       | UNR-UDT |
| 4e              | Olivier de Sesmaisons      |       | CNIP  | Olivier de Sesmaisons |       | RI      |
| 5e              | Bernard Lambert            |       | MRP   | Xavier Hunault        |       | UNR-UDT |
| 6e              | Nestor Rombeaut            |       | MRP   | François Blancho      |       | SFIO    |
| 7e              | Bernard Le Douarec         |       | UNR   | Pierre Litoux         |       | UNR-UDT |
| 8e              | Jean Allard de Grandmaison |       | CNIP  | Lucien Richard        |       | UNR-UDT |

## Résultats

### Résultats à l'échelle du département
| Parti          | Parti                                          | Premier tour | Premier tour | Second tour | Second tour | Sièges |
| Parti          | Parti                                          | Voix         | %            | Voix        | %           | Sièges |
| -------------- | ---------------------------------------------- | ------------ | ------------ | ----------- | ----------- | ------ |
|                | Union pour la nouvelle République (UDT)        | 117 903      | 36,01        | 144 122     | 48,17       | 6      |
|                | Républicains indépendants                      | 21 023       | 6,42         | 27 456      | 9,18        | 1      |
|                | Modérés                                        | 13 346       | 4,08         | 11 433      | 3,82        | 0      |
|                | Divers droite (gaulliste)                      | 5 449        | 1,66         | Retrait     | Retrait     | 0      |
|                | Majorité présidentielle                        | 157 721      | 48,18        | 183 011     | 61,17       | 7      |
|                |                                                |              |              |             |             |        |
|                | Mouvement républicain populaire                | 61 698       | 18,85        | 39 958      | 13,36       | 0      |
|                | Centre national des indépendants et paysans    | 27 147       | 8,29         | Retrait     | Retrait     | 0      |
|                | Centre démocratique                            | 88 845       | 27,14        | 39 958      | 13,36       | 0      |
|                |                                                |              |              |             |             |        |
|                | Section française de l'Internationale ouvrière | 39 211       | 11,98        | 54 191      | 18,11       | 1      |
|                | Parti communiste français                      | 35 392       | 10,81        | 22 035      | 7,36        | 0      |
|                | Extrême droite                                 | 3 561        | 1,09         |             |             | 0      |
|                | Parti socialiste unifié                        | 2 658        | 0,81         | Retrait     | Retrait     | 0      |
|                |                                                |              |              |             |             |        |
| Inscrits       | Inscrits                                       | 475 505      | 100,00       | 425 416     | 100,00      | 8      |
| Abstentions    | Abstentions                                    | 139 073      | 29,25        | 117 413     | 27,6        |        |
| Votants        | Votants                                        | 336 432      | 70,75        | 308 003     | 72,4        |        |
| Blancs et nuls | Blancs et nuls                                 | 9 044        | 2,69         | 8 808       | 2,86        |        |
| Exprimés       | Exprimés                                       | 327 388      | 97,31        | 299 195     | 97,14       |        |

### Résultats ar circonscription

#### Première circonscription (Nantes-Ville)
| Candidat              | Candidat                | Parti          | Premier tour | Premier tour | Second tour | Second tour |  |
| Candidat              | Candidat                | Parti          | Voix         | %            | Voix        | %           |  |
| --------------------- | ----------------------- | -------------- | ------------ | ------------ | ----------- | ----------- |  |
|                       | Henry Rey sortant réélu | UNR-UDT        | 23 895       | 46,53        | 31 276      | 60,26       |  |
|                       | Étienne Hémidy          | PCF            | 6 810        | 13,26        | 12 634      | 24,34       |  |
|                       | André Routier-Preuvost  | SFIO           | 6 132        | 11,94        | Retrait     | Retrait     |  |
|                       | Jean Lemoine            | CNIP           | 6 007        | 11,7         | Retrait     | Retrait     |  |
|                       | Jean Le Mappian         | MRP            | 3 536        | 6,89         | 7 990       | 15,39       |  |
|                       | Jacques Dulac           | PSU            | 2 658        | 5,18         | Retrait     | Retrait     |  |
|                       | Michel Gouesnard        | UFF            | 1 309        | 2,55         |             |             |  |
|                       | Philippe Jamin          | Extrême droite | 1 010        | 1,97         |             |             |  |
|                       |                         |                |              |              |             |             |  |
| Inscrits              | Inscrits                | Inscrits       | 78 287       | 100,00       | 78 289      | 100,00      |  |
| Abstentions           | Abstentions             | Abstentions    | 25 981       | 33,19        | 24 568      | 31,38       |  |
| Votants               | Votants                 | Votants        | 52 306       | 66,81        | 53 721      | 68,62       |  |
| Blancs et nuls        | Blancs et nuls          | Blancs et nuls | 949          | 1,81         | 1 821       | 3,39        |  |
| Exprimés              | Exprimés                | Exprimés       | 51 357       | 98,19        | 51 900      | 96,61       |  |
| Source : Data.gouv.fr |                         |                |              |              |             |             |  |

#### Deuxième circonscription (Nantes - Saint-Herblain)
| Candidat              | Candidat             | Parti          | Premier tour | Premier tour | Second tour | Second tour |  |
| Candidat              | Candidat             | Parti          | Voix         | %            | Voix        | %           |  |
| --------------------- | -------------------- | -------------- | ------------ | ------------ | ----------- | ----------- |  |
|                       | Albert Dassié élu    | UNR-UDT        | 15 009       | 40,01        | 22 140      | 58,2        |  |
|                       | Henry Orrion sortant | CNIP           | 8 571        | 22,85        | Retrait     | Retrait     |  |
|                       | Christian Chauvel    | SFIO           | 7 013        | 18,69        | 15 903      | 41,8        |  |
|                       | Gilles Gravoille     | PCF            | 6 924        | 18,46        | Retrait     | Retrait     |  |
|                       |                      |                |              |              |             |             |  |
| Inscrits              | Inscrits             | Inscrits       | 57 273       | 100,00       | 57 273      | 100,00      |  |
| Abstentions           | Abstentions          | Abstentions    | 18 963       | 33,11        | 17 691      | 30,89       |  |
| Votants               | Votants              | Votants        | 38 310       | 66,89        | 39 582      | 69,11       |  |
| Blancs et nuls        | Blancs et nuls       | Blancs et nuls | 793          | 2,07         | 1 539       | 3,89        |  |
| Exprimés              | Exprimés             | Exprimés       | 37 517       | 97,93        | 38 043      | 96,11       |  |
| Source : Data.gouv.fr |                      |                |              |              |             |             |  |

#### Troisième circonscription (Nantes - Rezé - Bouguenais)
| Candidat              | Candidat               | Parti          | Premier tour | Premier tour | Second tour | Second tour |  |
| Candidat              | Candidat               | Parti          | Voix         | %            | Voix        | %           |  |
| --------------------- | ---------------------- | -------------- | ------------ | ------------ | ----------- | ----------- |  |
|                       | Benoît Macquet élu     | UNR-UDT        | 13 048       | 34,92        | 20 152      | 51,31       |  |
|                       | Alexandre Plancher     | SFIO           | 7 843        | 20,99        | 15 707      | 39,99       |  |
|                       | Henri Robichon sortant | CNIP           | 7 231        | 19,35        | Retrait     | Retrait     |  |
|                       | Gaston Jacquet         | PCF            | 5 528        | 14,79        | Retrait     | Retrait     |  |
|                       | Jules Péneau           | MRP            | 3 717        | 9,95         | 3 418       | 8,7         |  |
|                       |                        |                |              |              |             |             |  |
| Inscrits              | Inscrits               | Inscrits       | 55 467       | 100,00       | 55 463      | 100,00      |  |
| Abstentions           | Abstentions            | Abstentions    | 17 293       | 31,18        | 15 137      | 27,29       |  |
| Votants               | Votants                | Votants        | 38 174       | 68,82        | 40 326      | 72,71       |  |
| Blancs et nuls        | Blancs et nuls         | Blancs et nuls | 807          | 2,11         | 1 049       | 2,6         |  |
| Exprimés              | Exprimés               | Exprimés       | 37 367       | 97,89        | 39 277      | 97,4        |  |
| Source : Data.gouv.fr |                        |                |              |              |             |             |  |

#### Quatrième circonscription (Ancenis - Orvault - Clisson)
| Candidat              | Candidat                            | Parti          | Premier tour | Premier tour | Second tour | Second tour |  |
| Candidat              | Candidat                            | Parti          | Voix         | %            | Voix        | %           |  |
| --------------------- | ----------------------------------- | -------------- | ------------ | ------------ | ----------- | ----------- |  |
|                       | Olivier de Sesmaisons sortant réélu | RI             | 21 023       | 48,79        | 27 456      | 62,31       |  |
|                       | Maurice Moutel                      | MRP            | 9 444        | 21,92        | 8 594       | 19,5        |  |
|                       | Augustin Bonnet                     | CNIP           | 5 338        | 12,39        | Retrait     | Retrait     |  |
|                       | Michel Bonnet                       | UNR-UDT        | 4 598        | 10,67        | 5 132       | 11,65       |  |
|                       | Émile David                         | PCF            | 2 689        | 6,24         | 2 880       | 6,54        |  |
|                       |                                     |                |              |              |             |             |  |
| Inscrits              | Inscrits                            | Inscrits       | 62 908       | 100,00       | 62 906      | 100,00      |  |
| Abstentions           | Abstentions                         | Abstentions    | 17 485       | 27,79        | 17 159      | 27,28       |  |
| Votants               | Votants                             | Votants        | 45 423       | 72,21        | 45 747      | 72,72       |  |
| Blancs et nuls        | Blancs et nuls                      | Blancs et nuls | 2 331        | 5,13         | 1 685       | 3,68        |  |
| Exprimés              | Exprimés                            | Exprimés       | 43 092       | 94,87        | 44 062      | 96,32       |  |
| Source : Data.gouv.fr |                                     |                |              |              |             |             |  |

#### Cinquième circonscription (Châteaubriant)
|                       | Xavier Hunault élu      | UNR-UDT        | 18 513 | 51,24  |  |  |  |
|                       | Bernard Lambert sortant | MRP            | 15 307 | 42,37  |  |  |  |
|                       | Auguste Mousson         | PCF            | 2 310  | 6,39   |  |  |  |
|                       |                         |                |        |        |  |  |  |
| Inscrits              | Inscrits                | Inscrits       | 50 061 | 100,00 |  |  |  |
| Abstentions           | Abstentions             | Abstentions    | 12 727 | 25,42  |  |  |  |
| Votants               | Votants                 | Votants        | 37 334 | 74,58  |  |  |  |
| Blancs et nuls        | Blancs et nuls          | Blancs et nuls | 1 204  | 3,22   |  |  |  |
| Exprimés              | Exprimés                | Exprimés       | 36 130 | 96,78  |  |  |  |
| Source : Data.gouv.fr |                         |                |        |        |  |  |  |

#### Sixième circonscription (Saint-Nazaire)
| Candidat              | Candidat                | Parti          | Premier tour | Premier tour | Second tour | Second tour |  |
| Candidat              | Candidat                | Parti          | Voix         | %            | Voix        | %           |  |
| --------------------- | ----------------------- | -------------- | ------------ | ------------ | ----------- | ----------- |  |
|                       | François Blancho élu    | SFIO           | 15 974       | 35,34        | 22 581      | 47,96       |  |
|                       | André Rochard           | UNR-UDT        | 11 965       | 26,47        | 16 132      | 34,26       |  |
|                       | Nestor Rombeaut sortant | MRP            | 11 627       | 25,72        | 8 372       | 17,78       |  |
|                       | Maurice Rocher          | PCF            | 5 638        | 12,47        | Retrait     | Retrait     |  |
|                       |                         |                |              |              |             |             |  |
| Inscrits              | Inscrits                | Inscrits       | 64 883       | 100,00       | 64 876      | 100,00      |  |
| Abstentions           | Abstentions             | Abstentions    | 18 958       | 29,22        | 17 239      | 26,57       |  |
| Votants               | Votants                 | Votants        | 45 925       | 70,78        | 47 637      | 73,43       |  |
| Blancs et nuls        | Blancs et nuls          | Blancs et nuls | 721          | 1,57         | 552         | 1,16        |  |
| Exprimés              | Exprimés                | Exprimés       | 45 204       | 98,43        | 47 085      | 98,84       |  |
| Source : Data.gouv.fr |                         |                |              |              |             |             |  |

#### Septième circonscription (Guérande - La Baule - Pontchâteau)
| Candidat              | Candidat                   | Parti                     | Premier tour | Premier tour | Second tour | Second tour |  |
| Candidat              | Candidat                   | Parti                     | Voix         | %            | Voix        | %           |  |
| --------------------- | -------------------------- | ------------------------- | ------------ | ------------ | ----------- | ----------- |  |
|                       | Pierre Litoux élu          | UNR-UDT                   | 14 497       | 40,93        | 21 166      | 58,57       |  |
|                       | Bernard Legrand            | MRP                       | 9 520        | 26,88        | 11 584      | 32,05       |  |
|                       | Bernard Le Douarec sortant | Divers droite (Gaulliste) | 5 449        | 15,38        | Retrait     | Retrait     |  |
|                       | Joseph Autret              | PCF                       | 2 462        | 6,95         | 3 391       | 9,38        |  |
|                       | André Le Tallec            | SFIO                      | 2 249        | 6,35         | Retrait     | Retrait     |  |
|                       | Jacques Chombart de Lauwe  | Extrême droite            | 1 242        | 3,51         |             |             |  |
|                       |                            |                           |              |              |             |             |  |
| Inscrits              | Inscrits                   | Inscrits                  | 49 356       | 100,00       | 49 353      | 100,00      |  |
| Abstentions           | Abstentions                | Abstentions               | 13 334       | 27,02        | 12 473      | 25,27       |  |
| Votants               | Votants                    | Votants                   | 36 022       | 72,98        | 36 880      | 74,73       |  |
| Blancs et nuls        | Blancs et nuls             | Blancs et nuls            | 603          | 1,67         | 739         | 2           |  |
| Exprimés              | Exprimés                   | Exprimés                  | 35 419       | 98,33        | 36 141      | 98          |  |
| Source : Data.gouv.fr |                            |                           |              |              |             |             |  |

#### Huitième circonscription (Paimbœuf - Pornic)
| Candidat              | Candidat                           | Parti          | Premier tour | Premier tour | Second tour | Second tour |  |
| Candidat              | Candidat                           | Parti          | Voix         | %            | Voix        | %           |  |
| --------------------- | ---------------------------------- | -------------- | ------------ | ------------ | ----------- | ----------- |  |
|                       | Lucien Richard élu                 | UNR-UDT        | 16 378       | 39,65        | 28 124      | 65,88       |  |
|                       | Jean Allard de Grandmaison sortant | Modérés        | 13 346       | 32,31        | 11 433      | 26,78       |  |
|                       | Édouard Moisan                     | MRP            | 8 547        | 20,69        | Retrait     | Retrait     |  |
|                       | Joseph Fraud                       | PCF            | 3 031        | 7,34         | 3 130       | 7,33        |  |
|                       |                                    |                |              |              |             |             |  |
| Inscrits              | Inscrits                           | Inscrits       | 57 270       | 100,00       | 57 256      | 100,00      |  |
| Abstentions           | Abstentions                        | Abstentions    | 14 332       | 25,03        | 13 146      | 22,96       |  |
| Votants               | Votants                            | Votants        | 42 938       | 74,97        | 44 110      | 77,04       |  |
| Blancs et nuls        | Blancs et nuls                     | Blancs et nuls | 1 636        | 3,81         | 1 423       | 3,23        |  |
| Exprimés              | Exprimés                           | Exprimés       | 41 302       | 96,19        | 42 687      | 96,77       |  |
| Source : Data.gouv.fr |                                    |                |              |              |             |             |  |